# 胜利大道 (锡比乌)
胜利大道（Bulevardul Victoriei）是罗马尼亚城市锡比乌的一条街道，它建于十九世纪下半叶，在二十世纪上半建成主体建筑。
沿街主要建筑有市政厅（1-3号，1933年建成），卢西安·布拉加大学（5号）、法院等。